# Villamañán
Villamañán település Spanyolországban, León tartományban. Lakosainak száma 1076 fő (2024).

## Földrajza
Villamañán Ardón, Cabreros del Río, Fresno de la Vega, Valencia de Don Juan, San Millán de los Caballeros, Pobladura de Pelayo García, Bercianos del Páramo és Valdevimbre községekkel határos.

## Népesség
A település lakosságának változását az alábbi diagram mutatja:
| Lakosok száma | 1380 | 1285 | 1304 | 1297 | 1282 | 1218 | 1181 | 1126 | 1076 | 1076 |
|               | 2001 | 2004 | 2007 | 2009 | 2012 | 2014 | 2017 | 2019 | 2022 | 2024 |